# 范妮·杜拉克
范妮·杜拉克（英語：Fanny Durack，1889年10月27日—1956年3月20日），澳大利亚女子跳水、游泳运动员。她曾代表澳大拉西亚参加1912年夏季奥林匹克运动会，获得女子100米自由泳金牌。